# Arthur Maia (músico)
Arthur Maia (Rio de Janeiro, 9 de abril de 1962 — Niterói, 15 de dezembro de 2018) foi um músico brasileiro. Sobrinho do lendário baixista Luizão Maia, Arthur iniciou a carreira tocando bateria, até ganhar um baixo elétrico, aos dezessete anos de idade.
De acordo com o crítico musical Regis Tadeu, "Arthur Maia foi um dos maiores baixistas do planeta e um exemplo para todo músico que não tem medo de expandir seus horizontes musicais. Sempre mandando grooves matadores, Arthur era capaz de tocar qualquer gênero e estilo e deixar todo mundo de boca aberta".
Seu trabalho mescla influências do jazz, funk, samba, swing e reggae. Os discos de Arthur Maia também são caracterizados pela participação de vários outros artistas do gênero, tais como: Hiram Bullock, Seu Jorge, Mart'nália entre outros.

## Biografia
Sobrinho do baixista Luizão Maia, com quem aprendeu as primeiras técnicas no baixo, e de quem herdou a peculiar sensibilidade que desenvolveu neste instrumento, antes conhecido por sua limitação, mas que teve a partir de Arthur uma nova releitura, passando a ser usado por ele como instrumento não apenas de acompanhamento, mas também de belíssimos solos. Arthur Maia iniciou também uma nova reaplicação do baixo fretless (sem trastes), que o torna frequentemente solicitado por artistas brasileiros e estrangeiros.
Acompanhou artistas ao vivo como Ivan Lins, Luiz Melodia, Márcio Montarroyos, Lulu Santos, Jorge Benjor, Gal Costa, Djavan, Gilberto Gil e Ney Matogrosso, além de gravar com Ana Carolina, Caetano Veloso, George Benson, Juarez Moreira, Marisa Monte, Fernanda Fróes, Mart'nália, Roberto Carlos, Seu Jorge, Dominguinhos, Toninho Horta e outros grandes nomes da música brasileira e internacional.
Participou de diversas bandas de nome e renome, como Pulsar, Banda Black Rio, Egotrip e o grupo instrumental Cama de Gato.
Participou dos principais festivais internacionais tais como o New York Jazz Festival, o Festival de Jazz de Paris, o Montreux Jazz Festival, o Lugano Jazz, o Free Jazz Festival e o Heineken Concerts (Brasil), entre vários outros.
Em 1990 gravou seu primeiro disco solo, que ganhou o Prêmio Sharp.
Em 1995 Arthur deixou o grupo Cama de Gato e em 1996 lançou seu segundo álbum solo, “Arthur Maia” também conhecido como “Sonora”.
Em 2015, Maia se junta ao grupo El General Paz & La Triple Frontera (GP3F), banda de fusão multicultural integrada por músicos de vários países.

### Carreira política
Por conta do seu envolvimento marcante nas discussões em defesa da cultura e posterior ao apoio à candidatura do músico e jornalista Claudio Salles para vereador da cidade de Niterói em 2012, o músico foi convidado pelo prefeito Rodrigo Neves para assumir o cargo de Secretário de Cultura da cidade, cargo que ocupou de 2013 até 2016.

### Falecimento
Maia faleceu em 15 de dezembro de 2018 aos 56 anos. O músico sofreu uma parada cardíaca e foi levado para a UPA Mário Monteiro, em Niterói, mas não resistiu.

## Discografia
- 1986 - "Tom & Villa" (com Gilson Peranzzetta) [Gravadora: Pan Produções]
- 1990 - "Maia" [Gravadora: Som da Gente]
- 1996 - "Arthur Maia" (também conhecido como "Sonora") [Gravadora: Paradoxx Music]
- 2000 - "Black Fusion Band ao vivo" (com Hiram Bullock) [Gravadora: Niterói Discos]
- 2002 - "Planeta Música"
- 2010 - "O Tempo e a Música"[6]

### Com a bandaCama de Gato
- 1986 - Cama de Gato [Gravadora: Som da Gente][7]
- 1988 - Guerra fria [Gravadora: Som da Gente][8]
- 1990 - Sambaíba [Gravadora: Som da Gente][9]
- 1993 - Dança da lua [Gravadora: Som da Gente][10]
- 1995 - Amendoim torrado [Gravadora: Albatroz][11]

### Com a bandaEgotrip
- 1987 - Egotrip.

## Prêmios e indicações
| Ano  | Prêmio       | Categoria              | Trabalho Indicado | Resultado | Ref.   |
| ---- | ------------ | ---------------------- | ----------------- | --------- | ------ |
| 1991 | Prêmio Sharp | Revelação Instrumental | Álbum "Maia"      | Venceu    | [ 12 ] |